# Asphalt-Haie
Asphalt-Haie (Portugiesisch: Pixote: A lei do mais fraco) ist ein brasilianischer Film von Regisseur Héctor Babenco. Das Drehbuch stammt von Babenco und Jorge Durán; es basiert auf dem Buch A infância dos mortos (Die Kindheit der Toten) von José Louzeiro.
Die Hauptrolle des Pixote wird von Fernando Ramos Da Silva gespielt; Da Silva wurde später, im Alter von 19 Jahren, in São Paulo von der Polizei erschossen. An seiner Seite spielt Marília Pêra als Sueli.
Die Handlung dreht sich um den brasilianischen Straßenjungen Pixote, der in einem Klima der Gewalt aufwächst und als Drogenkurier missbraucht wird.

## Handlung
Nach einer Polizei-Razzia wird der Straßenjunge Pixote in eine Besserungsanstalt für Jugendliche eingewiesen. Um sich den schrecklichen Erlebnissen von körperlichem und sexuellem Missbrauch durch die Wärter zu entziehen, schnüffelt er Klebstoff.
Bald wird klar, dass die kriminellen Jugendlichen nur Prügelknaben für die ebenfalls kriminellen und obendrein sadistischen Spiele der Wärter und ihres Vorgesetzten sind.
Als einer der Jungs an den Folgen der Misshandlung stirbt, bezichtigen die Wärter den Liebhaber der transgeschlechtlichen Lilica (Jorge Julião) des Mordes. Dieser wird bald darauf ebenfalls von den Wärtern umgebracht.
Bald darauf ergibt sich für Pixote, Lilica und Dito (Gilberto Moura) die Gelegenheit zur Flucht. Zuerst ziehen sie in die Wohnung des Drogenabhängigen Cristal (Tony Tornado), eines ehemaligen Geliebten Lilicas, gehen jedoch nach Rio, als Konflikte mit Cristal auftreten. In Rio sollen die drei einen Kokaindeal abschließen, werden jedoch dabei von einer Stripperin über den Tisch gezogen.
Nachdem sich Pixote und seine Freunde einige Zeit in der Stadt herumgetrieben haben, suchen sie einen Nachtclub auf, um den Rest des Kokains zu verkaufen. Dort begegnet Pixote der Stripperin wieder und ersticht sie.
Um ihren Lebensunterhalt zu verdienen, verdingen sie sich als Zuhälter der alternden Prostituierten Sueli. Gemeinsam rauben sie regelmäßig Suelis Freier aus. Eines Tages jedoch geht dieser Plan bei einem Amerikaner schief: Weil er kein Portugiesisch versteht, setzt er sich gegen die Jugendlichen zur Wehr und erschießt Dito. Daraufhin wird der Amerikaner von Pixote erschossen.
Später, nachdem Pixote von seiner selbsterwählten Ersatzmutter Sueli zurückgewiesen wurde, sieht man ihn in der letzten Einstellung des Films auf den Gleisen entlanggehen, weg von der Kamera. Er hält einen Revolver in der Hand.

## Kritik
„In harten, zum Teil schockierenden Bildern wird die Not einer riesigen Randgruppe vor Augen geführt. Der Film beobachtet durchgehend aus der Sicht der Betroffenen, verliert sich dabei aber manchmal in spekulativen Momenten und vernachlässigt eine tiefer gehende Auseinandersetzung mit den sozialen Gründen des Elends.“

## Hintergrund
Rollenvergabe
Der Film ist nach Art des Dokumentarfilms gedreht und wurde stark vom italienischen Neorealismus beeinflusst. Als Schauspieler wurden Amateure eingesetzt, deren richtiges Leben starke Parallelen zu ihren Rollen aufwies.
Drehorte
Der Film wurde in berüchtigten kriminellen Vierteln von São Paulo und Rio de Janeiro gedreht. Einige Einstellungen zeigen Rios Stadtstrände.

## Auszeichnungen
Preise
- San Sebastián International Film Festival: OCIC Award - Honorable Mention; Hector Babenco; 1981.
- Internationales Filmfestival von Locarno: Silberner Leopard; Hector Babenco; 1981.
- Los Angeles Film Critics Association Awards: LAFCA Award; Best Foreign Film; 1981.
- New York Film Critics Circle Awards: NYFCC Award; Best Foreign Language Film; 1981.
- Boston Society of Film Critics Awards: BSFC Award; Best Actress, Marília Pêra; Best Film; 1982.
- National Society of Film Critics Awards, USA: NSFC Award Best Actress, Marília Pêra; 1982.

Nominierungen
- Golden Globes: Golden Globe, Bester ausländischer Film, Brasilien; 1982.